# Alphonse Daudet
Alphonse Daudet (n. 13 mai 1840, Nîmes, Franța – d. 16 decembrie 1897, Paris, Franța) a fost un prozator francez. A fost tatăl jurnalistului Léon Daudet și al scriitorului Lucien Daudet.
În nuvelele sale, realizează o evocare lirică a mediului provensal. Romanele sale, de inspirație socială, au o tentă satirică, dar și sentimentală, uneori naturalistă.
Fiul său Leon Daudet⁠(d) (1867-1942), a editat alături de Charles Maurras revista „L`Action Francoise.

## Opera
- 1858: Îndrăgostiții ("Les Amoureusel");
- 1868: Piciul ("Le petit chose")
- 1869: Scrisori din moara mea ("Les lettres de mon moulin");
- 1872: Minunatele isprăvi ale lui Tartarin din Tarascon ("Les aventures prodigieuses de Tartarin de Tarascon")/Extraordinarele aventuri ale lui Tartarin din Tarascon
- 1872: Arleziana ("L'Arlésienne");
- 1874: Fromont cel tânăr și Risler cel bătrân ("Fromont jeune et Risler aîné");
- 1874: Robert Helmont;
- 1877: Nababul ("Le nabab");
- 1880: Numa Roumestan;
- 1883: Evanghelista ("L'Evangéliste ");
- 1884: Sapho;
- 1885: Tartarin în Alpi ("Tartarin sur les Alpes");
- 1886: Le Belle Nivernaise;
- 1888: Nemuritorul ("L'Immortel");
- 1888: Amintirile unui om de litere ("Souvenirs d'un homme de lettres");
- 1889: Treizeci de ani la Paris ("Trente ans de Paris");
- 1890: Port Tarascon;
- 1892: Rose și Ninette ("Rose et Ninette").